# Viktor Uhlig
Viktor Uhlig, född den 2 januari 1857 i Kalshütte-Liskovecu i Mähren, död den 4 juni 1911 i Karlsbad, var en österrikisk paleontolog och geolog. 
Uhlig var professor vid Prags universitet (sedan 1891) och vid Wiens universitet (sedan 1900). Han bedrev forskning om den geologiska strukturen i Karpaterna (inklusive Tatrabergen) och Alperna och uppkomsten och förekomsten av ammoniter. Bland hans publikationer märks Über die Geologie des Tatragebirges (1897), Bau und Bild der Karpaten 1903, Über die Tektonik der Karpathen (1907).